# Chris Munro
Chris Munro é um sonoplasta estadunidense. Venceu o Oscar de melhor mixagem de som na edição de 2002 por Black Hawk Down, com Michael Minkler e Myron Nettinga e na edição de 2014 por Gravity, ao lado de Skip Lievsay, Niv Adiri e Christopher Benstead.